# I Am (Leona Lewis)
| Recensione | Giudizio |
| ---------- | -------- |
| AllMusic   |          |

I Am è il quinto album in studio della cantante britannica Leona Lewis, pubblicato l'11 settembre 2015 dalla Island Records.

## Tracce
1. Thunder – 3:43 (Leona Lewis, Toby Gad)
2. Fire Under My Feet – 3:35 (Lewis, Gad)
3. You Knew Me When – 4:02 (Diane Warren)
4. I Am – 3:42 (Lewis, Gad, Eg White)
5. Ladders – 3:26 (Lewis, Wayne Wilkins, Anne Preven, Kevin Anyaeji)
6. The Essence of Me – 3:41 (Lewis, Gad)
7. I Got You – 3:01 (Lewis, Gad)
8. Power – 3:19 (Lewis, James Eliot, Gad)
9. Another Love Song – 3:26 (Lewis, Gad, Ben Kohn, Tom Barnes, Pete Kelleher)
10. Thank You – 3:40 (Lewis, Gad, Preven)

Tracce bonus della Deluxe edition
1. Thick Skin – 2:58 (Lewis, Gad)
2. The Best and the Worst – 3:24 (Lewis, Gad, Jonny Coffer, Shahid Khan)
3. I Am (Acoustic) – 3:26 (Lewis, Gad, White)
4. Thunder (Acoustic) – 3:17 (Lewis, Gad)
5. Fire Under My Feet (United Studios Sessions) – 3:43 (Lewis, Gad)

Traccia bonus dell'edizione giapponese
1. Fire Under My Feet (Endor Remix) (Lewis, Gad)

## Classifiche
| Classifica (2015) | Posizione massima |
| ----------------- | ----------------- |
| Austria           | 34                |
| Belgio (Fiandre)  | 83                |
| Belgio (Vallonia) | 44                |
| Germania          | 33                |
| Irlanda           | 22                |
| Paesi Bassi       | 49                |
| Regno Unito       | 12                |
| Spagna            | 25                |
| Svizzera          | 23                |
| Stati Uniti       | 38                |